# 1988년 하계 올림픽 앙골라 선수단
1988년 하계 올림픽 앙골라 선수단은 대한민국 서울에서 개최된 1988년 하계 올림픽에 참가한 올림픽 앙골라 선수단이다.

## 출전 선수
| 종목 | 남자 | 여자 | 전체 |
| ---- | ---- | ---- | ---- |
| 육상 | 6    | 1    | 7    |
| 복싱 | 3    | –    | 3    |
| 유도 | 7    | 0    | 7    |
| 수영 | 4    | 4    | 8    |
| 전체 | 20   | 5    | 25   |

## 같이 보기
- 올림픽 앙골라 선수단

## 참고 자료
- (영어) “Angola at the 1988 Seoul Summer Games”. SR/Olympic Sports. 2012년 7월 2일에 원본 문서에서 보존된 문서. 2011년 10월 7일에 확인함.